# Plogging

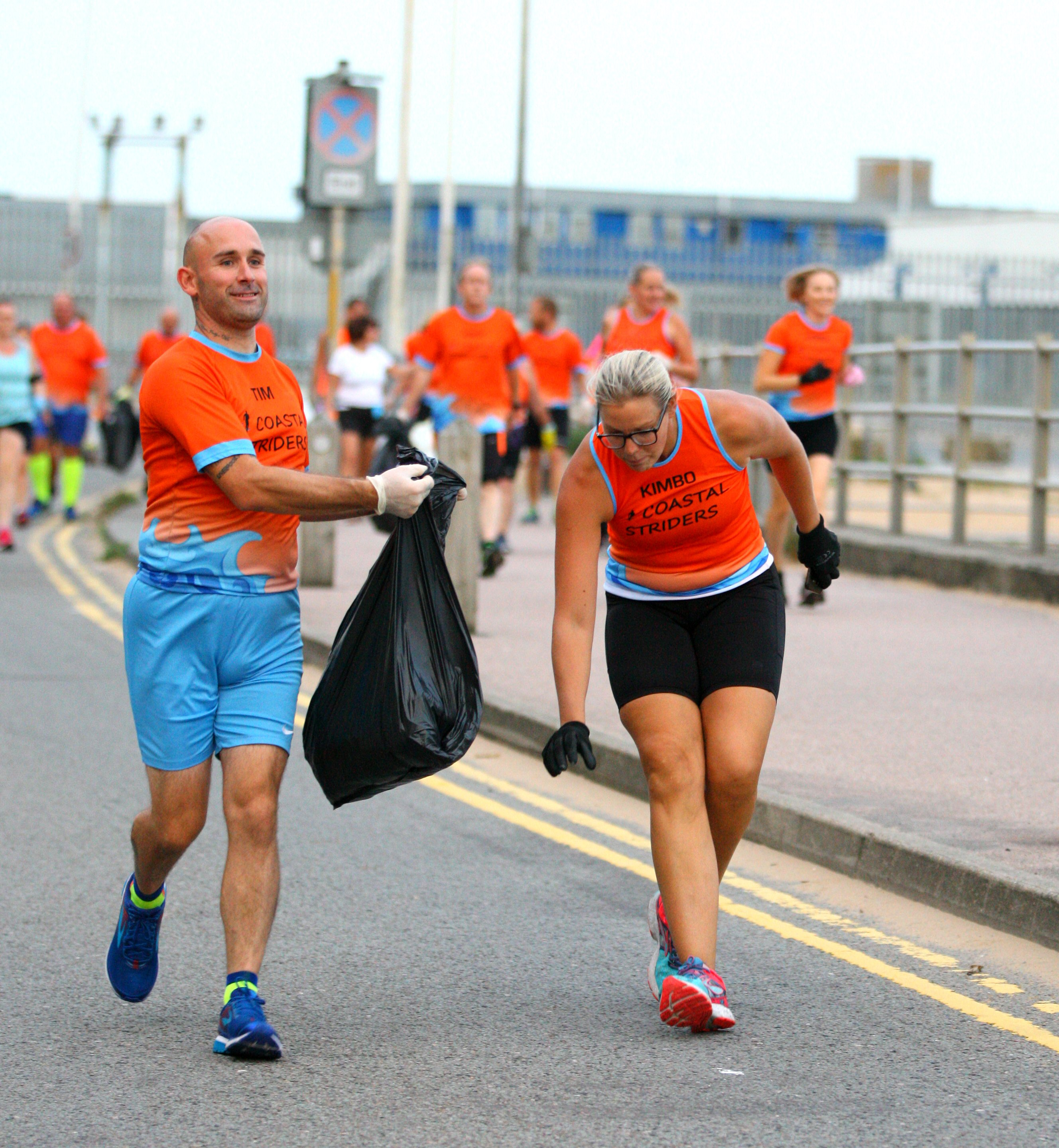
Plogging-Veranstaltung in Kent 2018

Plogging ist ein Kofferwort, gebildet aus den Bestandteilen plocka (schwedisch für „aufheben, pflücken“) und Jogging, und steht für eine Natursportart, bei der – zumeist organisiert und mit Handschuhen sowie Abfallbehältnissen ausgestattet – die Vermüllung der Landschaft bekämpft sowie der Müll dem Recyclingkreislauf zugeführt wird. Schätzungsweise 2.000.000 Menschen ploggen täglich in 100 Ländern und einige Plogging-Veranstaltungen haben über 3.000.000 Teilnehmer angezogen.

## Geschichte
Erik Ahlström begann 2016 in der schwedischen Hauptstadt Stockholm zu ploggen. Er erstellte die Website Plogga, um die Aktivität zu organisieren und Freiwillige zu ermutigen. Plogging breitete sich in den folgenden Jahren unter anderem über die sozialen Medien rasch aus. Auch im deutschsprachigen Raum gibt es entsprechende Initiativen. In Alicante, Spanien, wurde Plogging mit dem Namen Plogging RRevolution bezeichnet, um die Bewegung im ganzen Land zu verbreiten und Sport und Umweltschutz zu fördern.
David Sedaris kombiniert Müllsammeln mit Bewegung in den Distrikten Parham, Coldwaltham und Storrington in West Sussex und unternimmt bis zu 60.000 Schritte pro Tag, um den lokalen Müll aufzuspüren.

### Japan
In Japan wird Plogging als Spogomi, einem Kofferwort aus japanisch spo-tsu und gomi, dt. „Sport“ und „Müll“ bezeichnet. Als Erfinder hiervon gilt Kenichi Mamitsuka, welcher 2007 ein diesbezügliches Regelwerk verfasste und sich an Schulen wandte, um Turniere zu veranstalten, welche mittlerweile (Anfang 2023) im ganzen Land durchgeführt werden.
Im November 2023 fand in der japanischen Hauptstadt Tokio die erste Spogomi-Weltmeisterschaft statt.

#### Regeln
Aus jeweils drei Personen gebildete Mannschaften müssen in einem limitierten Zeitrahmen Müll sammeln; für Menge und Art erhalten sie Punkte. Abschließend muss ihr gesammelter Müll von ihnen korrekt sortiert werden.

## Gesundheitliche Aspekte
Plogging bietet durch das regelmäßige Bücken, Aufheben, Aufrichten und Weiterlaufen ein deutlich abwechslungsreicheres Training als das normale Jogging, bei dem nur bestimmte Muskelgruppen benutzt werden. Für das Einhalten der Hygiene ist entsprechend Sorge zu tragen.

## Adaptionen in anderen Sportarten und Regionen
Abwandlungen bestehen beim Pliking, der Verbindung von plock und hiking (englisch für „Wandern“), bzw. Plaking oder Plalking mit der Sportart Walking sowie dem Plycling, der Verbindung mit cycling (englisch für „Fahrrad fahren“), bei dem aufgrund der größeren Transportkapazität vorwiegend wilde Müllkippen beseitigt oder zumindest etwa über das Anliegenmanagement den Behörden zwecks Beseitigung bekanntgegeben werden können. Das Aufsammeln von Müll im Wasser beim Schnorcheln oder Tauchen wird unter anderem als Strawkling, einem Kofferwort aus straw „Strohhalm“ und snorkeling „schnorcheln“, bezeichnet. In Japan wird Spogomi betrieben, wobei sich dieses Kofferwort aus den Begriffen spo-tsu für Sport und gomi für Müll zusammensetzt und auch Wettbewerbsanteile beinhalten kann.